# Wareniki
Uzasadnienie: inna nazwa pierogów, w artykule pierogi można utworzyć sekcję "Ukraina" tak jak istnieje tam sekcja "Polska"

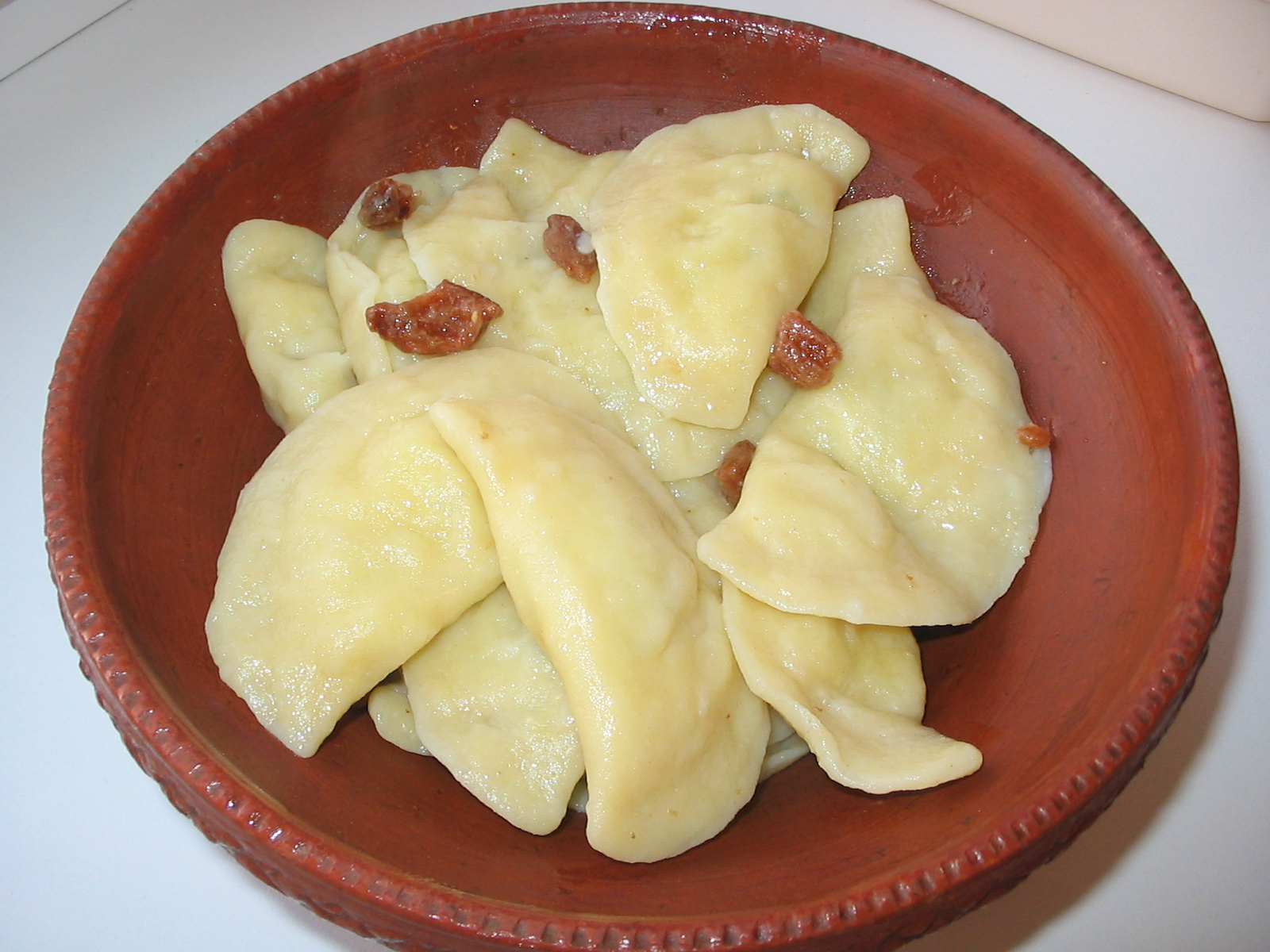
Pikantne wareniki z farszem ziemniaczanym polane skwarkami

Wareniki (ukr. вареники = warenyky) – gotowane pierogi w kształcie półksiężyca lub półkolistym, nadziewane na słodko lub na słono. 
Potrawa pochodzi z kuchni ukraińskiej, z której trafiła do kuchni rosyjskiej. Współcześnie potrawa jest charakterystyczna dla obu tych kuchni. Ukraińcy uważają wareniki, obok barszczu, za swoją potrawę narodową. W kuchni polskiej odpowiednikiem wareników są pierogi. Pochodzenie potrawy nie zostało dokładnie wyjaśnione – podobne potrawy można spotkać także w innych kuchniach (włoskiej – ravioli, chińskiej – jiaozi czy tureckiej). Wareniki mogą być przygotowywane i serwowane na wiele różnych sposobów, oraz podawane jako danie główne, dodatek do dania głównego, przekąska, przystawka, a także jako deser. W zachodniej części Ukrainy potrawa jest określana także jako pyrohy (ukr. пироги wym. pɪroɦɪ), zaś w USA wareniki znane są pod nazwą pierogi(es), zapożyczoną z języka polskiego. Wymienione na zagranicznych kartach menu pierogi są przez Rosjan mylone z tradycyjnymi rosyjskimi pi(e)rogami.
Nazwa wareniki jest stosowana regionalnie w Polsce dla małych pierogów w kształcie półksiężyca a także dla pampuchów.

## Opis wareników

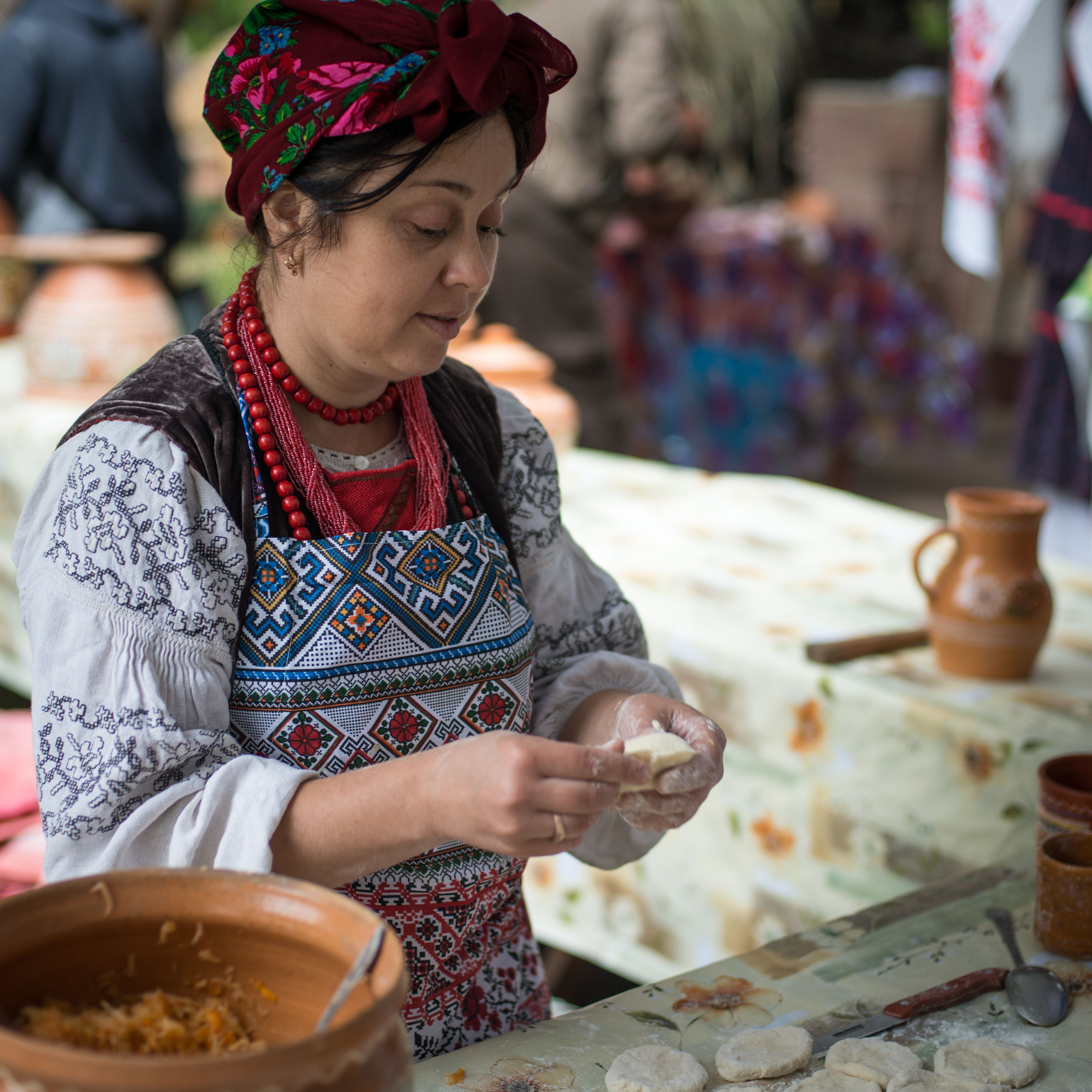
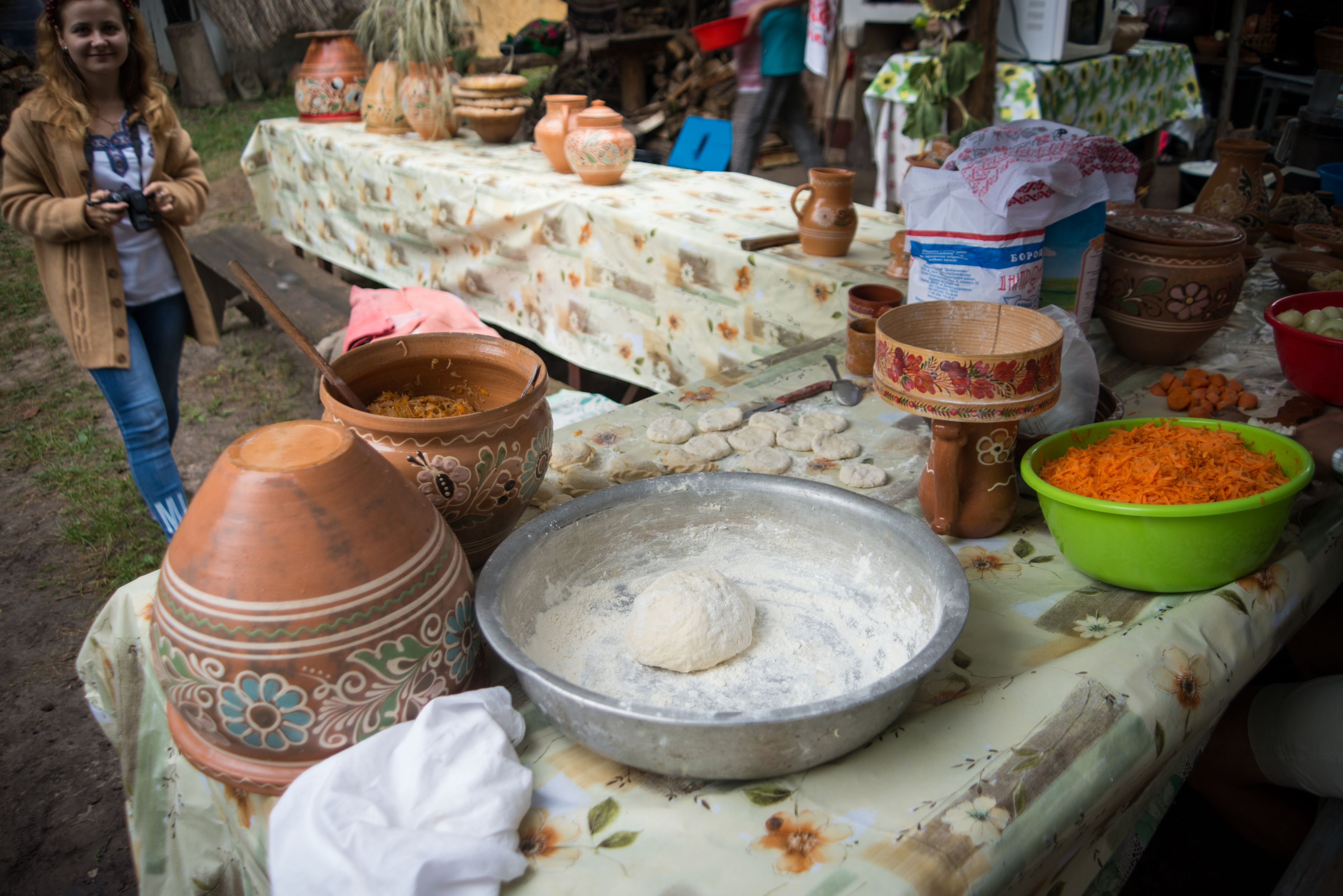
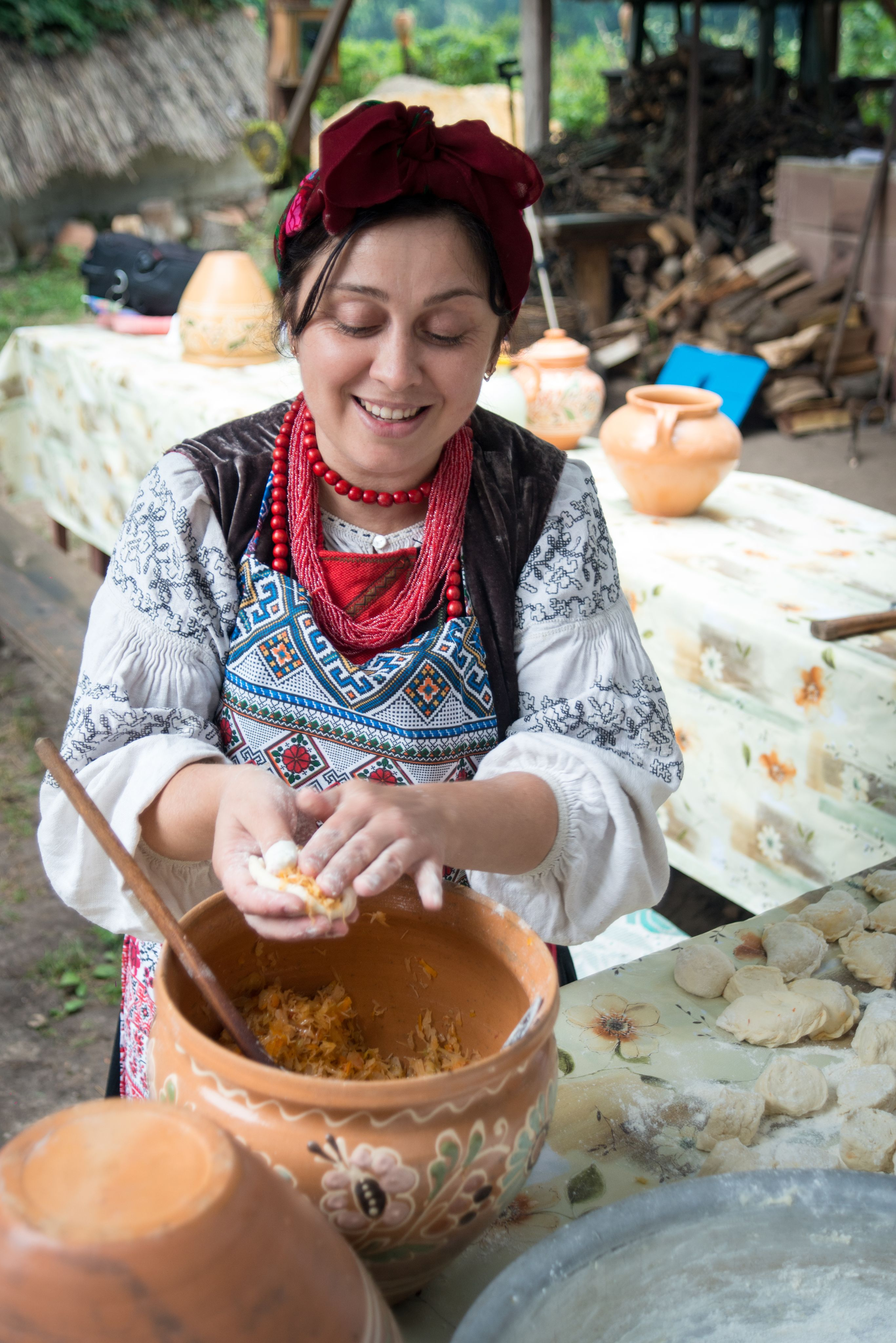
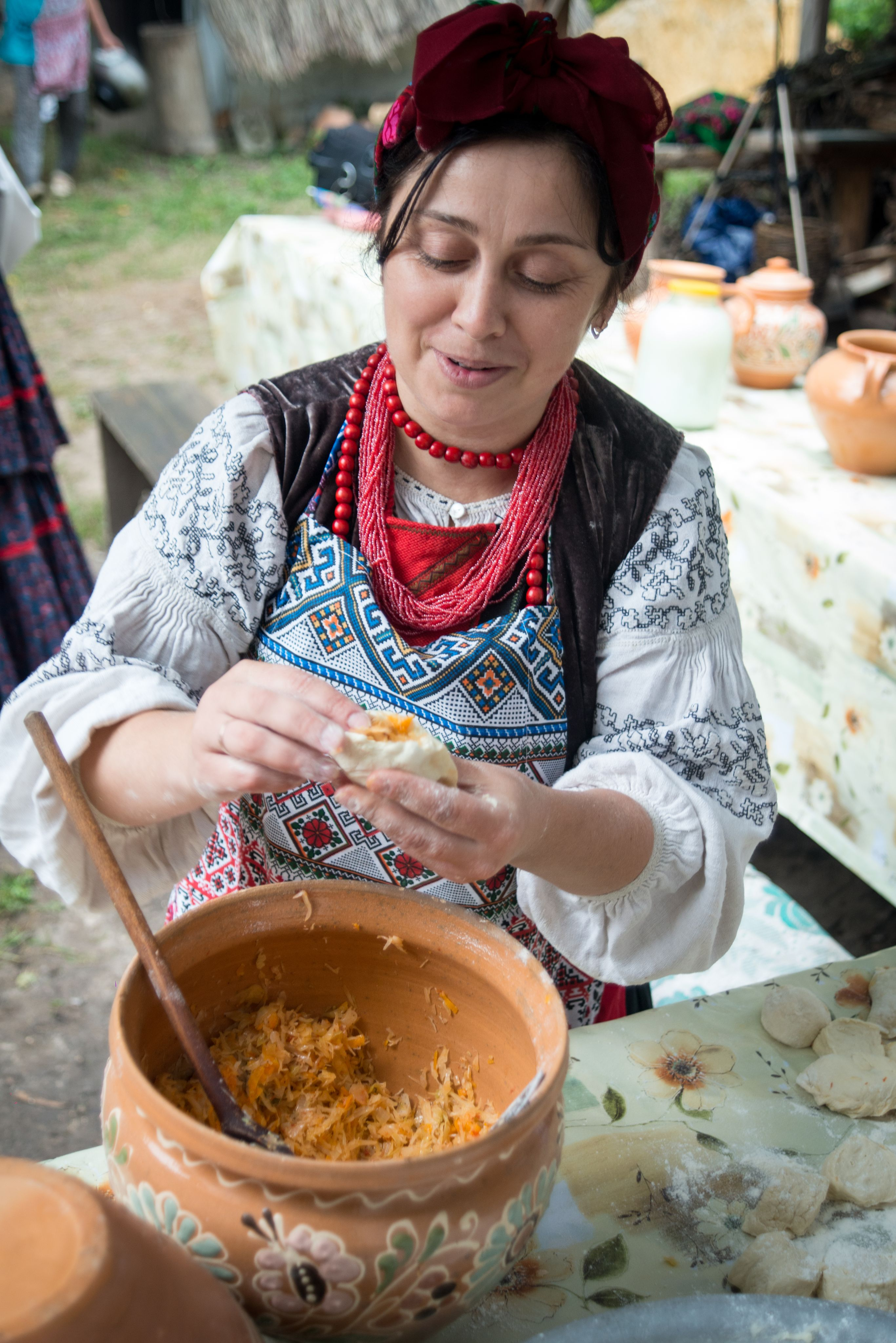
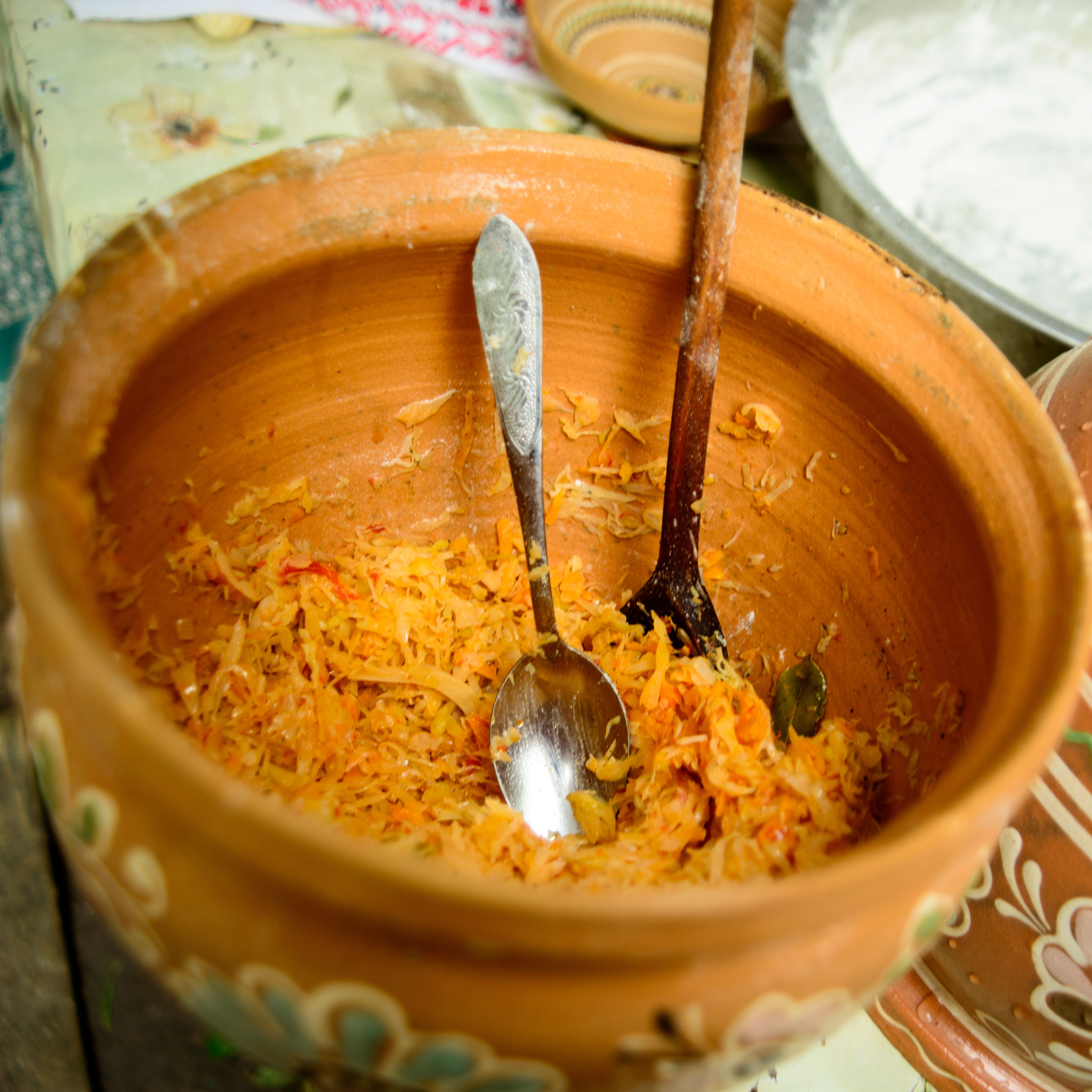

Wareniki składają się z dwóch komponentów, ciasta i nadzienia, osobno przygotowywanych, a następnie łączonych ze sobą. Polega to na zawinięciu porcji farszu w kawałek ciasta i zlepianiu brzegów ze sobą. W związku z tym surowe ciasto powinno być elastyczne, a nadzienie mieć półtwardą konsystencję.
Podstawowymi składnikami ciasta są: mąka, jaja, sól i zimna woda do zarobienia ciasta. Opcjonalnie do ciasta można dodać kwaśną śmietanę lub masło, zastępując nimi częściowo lub całkowicie wodę. Tradycyjnie ciasto robi się ręcznie na stolnicy przy pomocy wałka. Wareniki lepi się ręcznie. Brzegi mogą być lepione na gładko lub w falbankę.
Surowe wareniki są gotowane w wodzie lub na parze, albo smażone w głębokim tłuszczu.
Farsz do wareników może być w smaku:
- słodki, np. kawałki jabłka lub całe drobne świeże owoce (wiśnie, śliwki, maliny, truskawki) lub owoce leśne (jagody)
- słony (wytrawny), np. farsz z ugotowanych i utłuczonych ziemniaków, twarogu lub połączenia ziemniaków i twarogu, z kasz, świeżych lub suszonych grzybów leśnych, świeżej lub kiszonej kapusty.

Na Ukrainie wareniki są najczęściej z farszem ziemniaczanym lub ziemniaczano-serowym. Także w Rosji wareniki są nadziewane farszem wegetariańskim z ziemniaków, grzybów, kapusty, sera białego albo wiśniami na słodko, a nie mięsem. Mięsem w Rosji nadziewane są pielmieni i manty. Wareniki różnią się od nich także rozmiarem, są znacznie większe niż pielmieni i mniejsze niż manty. Pikantne wareniki są po ugotowaniu polewane roztopionym masłem lub podawane z porcją kwaśnej śmietany. Latem wareniki chętnie nadziewa się owocami.

## W literaturze
Wareniki odegrały rolę w opowiadaniu Nikołaja Gogola pt. Noc wigilijna. Gogolowską scenę z warenikami przedstawiono w filmie pt. Wieczory na futorze koło Dikańki z 1961 oraz w filmie animowanym pt. Noc wigilijna z 1951.

(...) W tej chwili Wakuła zauważył, że ani hałuszek, ani beczułki już przed nim nie było, zamiast tego na podłodze stały dwie drewniane michy: jedna napełniona pierogami, a druga śmietaną. (...)